# Talbina
Talbina (arabisch التلبينة) ist ein traditionelles arabisch-islamisches Gericht aus Gerste, Milch und Honig. Es finden sich in der Hadith-Literatur zahlreiche Überlieferungen über die Zubereitung und die Verwendung dieser zumeist mit Honig genossenen Speise. Diese wurde schon vor der Zeit Muhammads anlässlich von Trauerfällen zubereitet, auch und vor allem, um die Trauernden damit zu trösten. Diese Tradition war jedoch bereits vor dem Islam verbreitet.